# Campeonato Nacional da 1.ª Divisão de 2018–19 (basquetebol masculino)
A Época do Campeonato Nacional da 1.ª Divisão de 2018-19 foi a sexta edição da competição de terceiro escalão no basquetebol de Portugal a ser disputada por 28 equipas divididas em 14 na Zona Norte e 14 na Zona Sul.

## Formato
Participam da competição as equipas que ficarem entre os 18 clubes (9 por zona) classificados entre os 2º e 10º lugares em cada zona na época anterior da 1ª divisão, 2 equipas rebaixadas da Proliga na época anterior e por fim quatro clubes promovidos da 2ª divisão. Disputam duas fases sendo a primeira fase zonal (compreendendo Norte e Sul, com as equipes de Açores jogando no Sul), segunda fase com playoffs confrontando dentro da mesma zona os 8 melhores (1ºx8º, 2ºx7º, 3ªx6º e 4ºx5º) em melhor de três, após isso as quartas de finais, meia finais, culminando com a final entre o campeão do Norte e o campeão do Sul.

## Primeira fase

### Zona Sul
| #  | Equipa                 | J  | V  | D  | PM    | PS   | Dif  | Pts | Classificação |
| 1  | Queluz / Consilcar     | 26 | 24 | 2  | 1977  | 1556 | 421  | 50  | Playoffs      |
| 2  | CBQUELUZ               | 26 | 19 | 7  | 1741  | 1500 | 241  | 45  | Playoffs      |
| 3  | Algés                  | 26 | 19 | 7  | 2014  | 1820 | 194  | 45  | Playoffs      |
| 4  | Atlético-Kahraman      | 26 | 19 | 7  | 2080  | 1888 | 192  | 45  | Playoffs      |
| 5  | BAC/INIMIGA DA FULIGEM | 26 | 18 | 8  | 1850  | 1756 | 94   | 44  | Playoffs      |
| 6  | Física Torres Vedras   | 26 | 16 | 10 | 1769  | 1765 | 4    | 42  | Playoffs      |
| 7  | Ginásio Patês Manná    | 26 | 15 | 11 | 1784  | 1704 | 80   | 41  | Playoffs      |
| 8  | Odisseia Basket        | 26 | 13 | 13 | 1781  | 1735 | 46   | 39  | Playoffs      |
| 9  | A.C.Moscavide          | 26 | 12 | 14 | 1726  | 1689 | 37   | 38  | Playouts      |
| 10 | CBC/CoraçãodoRibatejo  | 26 | 9  | 17 | 1586  | 1624 | -38  | 35  | Playouts      |
| 11 | União Sportiva         | 26 | 7  | 19 | 1.660 | 1919 | -259 | 33  | Playouts      |
| 12 | SCS/NunoMesquitaPires  | 26 | 5  | 21 | 1.663 | 2009 | -346 | 31  | Playouts      |
| 13 | Portimonense           | 26 | 3  | 23 | 1743  | 2147 | -404 | 29  | Playouts      |
| 14 | SIMECQ                 | 26 | 3  | 23 | 1574  | 1836 | -262 | 29  | Playouts      |

## Playoffs

#### Quartas de final
| Time 1             | Série | Time 2                 | 1º Jogo | 2º Jogo | 3º Jogo |
| ------------------ | ----- | ---------------------- | ------- | ------- | ------- |
| Queluz / Consilcar | 2 - 0 | Odisseia Basket        | 62 - 49 | 85 - 80 |         |
| Atlético-Kahraman  | 2 - 0 | BAC/INIMIGA DA FULIGEM | 84 - 66 | 76 - 70 |         |
| CBQUELUZ           | 1 - 2 | Ginásio Patês Manná    | 56 - 63 | 80 - 66 | 57 - 61 |
| Algés              | 0 - 2 | Física Torres Vedras   | 51 - 61 | 52 - 75 |         |

#### Semifinal
| Time 1              | Série | Time 2               | 1º Jogo | 2º Jogo | 3º Jogo |
| ------------------- | ----- | -------------------- | ------- | ------- | ------- |
| Queluz / Consilcar  | 2 - 0 | Atlético-Kahraman    | 84 - 76 | 90 - 80 |         |
| Ginásio Patês Manná | 2 - 1 | Física Torres Vedras | 78 - 81 | 67 - 61 | 72 - 69 |

#### Final
| Time 1             | Série | Time 2              | 1º Jogo | 2º Jogo | 3º Jogo |
| ------------------ | ----- | ------------------- | ------- | ------- | ------- |
| Queluz / Consilcar | 0 - 2 | Ginásio Patês Manná | 87 - 90 | 62 - 69 |         |

### Zona Norte
| #  | Equipa                 | J  | V  | D  | PM   | PS   | Dif  | Pts | Classificação |
| 1  | CD Póvoa               | 26 | 26 | 0  | 2098 | 1541 | 557  | 52  | Playoffs      |
| 2  | Sangalhos/ABTF-Betão   | 26 | 23 | 3  | 1862 | 1496 | 366  | 49  | Playoffs      |
| 3  | Olivais Coimbra        | 26 | 15 | 11 | 1717 | 1574 | 143  | 41  | Playoffs      |
| 4  | FAC / CRÉDITO AGRÍCOLA | 26 | 15 | 11 | 1843 | 1728 | 115  | 41  | Playoffs      |
| 5  | Club 5Basket / SVSilva | 26 | 15 | 11 | 1809 | 1800 | 9    | 41  | Playoffs      |
| 6  | Guifões S.C.           | 26 | 14 | 12 | 1897 | 1800 | 97   | 40  | Playoffs      |
| 7  | ACA/Terra do Brinquedo | 26 | 14 | 12 | 1808 | 1845 | -37  | 40  | Playoffs      |
| 8  | AD Vagos               | 26 | 13 | 13 | 1885 | 1906 | -21  | 39  | Playoffs      |
| 9  | Académico FC           | 26 | 13 | 13 | 1770 | 1700 | 70   | 39  | Playouts      |
| 10 | GDB Leça               | 26 | 12 | 14 | 1661 | 1719 | -58  | 38  | Playouts      |
| 11 | ACR Vale de Cambra     | 26 | 7  | 19 | 1790 | 1879 | -89  | 33  | Playouts      |
| 12 | Basquete C. Barcelos   | 26 | 5  | 21 | 1531 | 1901 | -370 | 31  | Playouts      |
| 13 | A.D. Galomar           | 26 | 5  | 21 | 1705 | 2072 | -367 | 31  | Playouts      |
| 14 | SC Braga B             | 26 | 5  | 21 | 1474 | 1889 | -415 | 31  | Playouts      |

## Playoffs

#### Quartas de final
| Time 1                 | Série | Time 2                 | 1º Jogo | 2º Jogo | 3º Jogo |
| ---------------------- | ----- | ---------------------- | ------- | ------- | ------- |
| CD Póvoa               | 2 - 0 | AD Vagos               | 97 - 62 | 84 - 70 |         |
| FAC / CRÉDITO AGRÍCOLA | 2 - 1 | Club 5Basket / SVSilva | 71 - 65 | 65 - 78 | 67 - 60 |
| Sangalhos/ABTF-Betão   | 2 - 0 | ACA/Terra do Brinquedo | 71 - 43 | 72 - 60 |         |
| Olivais Coimbra        | 0 - 2 | Guifões S.C.           | 62 - 76 | 70 - 81 |         |

#### Semifinal
| Time 1               | Série | Time 2                 | 1º Jogo | 2º Jogo | 3º Jogo |
| -------------------- | ----- | ---------------------- | ------- | ------- | ------- |
| CD Póvoa             | 2 - 0 | FAC / CRÉDITO AGRÍCOLA | 95 - 83 |         |         |
| Sangalhos/ABTF-Betão | 2 - 1 | Guifões S.C.           | 51 - 57 | 67 - 55 | 64 - 45 |

#### Final
| Time 1   | Série | Time 2               | 1º Jogo | 2º Jogo | 3º Jogo |
| -------- | ----- | -------------------- | ------- | ------- | ------- |
| CD Póvoa | 2 - 0 | Sangalhos/ABTF-Betão | 78 - 73 | 63 - 62 |         |

### Playouts
| Playouts Sul          | Playouts Sul | Playouts Sul          | Playouts Sul | Playouts Sul | Playouts Sul |
| Time 1                | Série        | Time 2                | 1º Jogo      | 2º Jogo      | 3º Jogo      |
| --------------------- | ------------ | --------------------- | ------------ | ------------ | ------------ |
| A.C.Moscavide         | 2 - 1        | SIMECQ                | 72 - 52      | 69 - 71      | 76 - 43      |
| CBC/CoraçãodoRibatejo | 2 - 1        | Portimonense          | 61 - 69      | 76 - 49      | 75 - 62      |
| União Sportiva        | 2 - 1        | SCS/NunoMesquitaPires | 78 - 68      | 50 - 54      | 60 - 57      |
| Playouts Norte        |              |                       |              |              |              |
| Académico FC          | 2 - 1        | SC Braga B            | 57 - 53      | 62 - 69      | 71 - 51      |
| GDB Leça              | 2 - 1        | A.D. Galomar          | 63 - 69      | 86 - 65      | 76 - 72      |
| ACR Vale de Cambra    | 2 - 0        | Basquete C. Barcelos  | 73 - 48      | 71 - 61      |              |
| Repescagem            |              |                       |              |              |              |
| Basquete C. Barcelos  | 1 - 0        | SCS/NunoMesquitaPires | 71 - 82      |              |              |

## Final da competição
| Campeão Zona Norte | Resultado | Campeão Zona Sul    |
| ------------------ | --------- | ------------------- |
| CD Póvoa           | 90 - 81   | Ginásio Patês Manná |